# Edlapadu
Edlapadu là một mandal thuộc huyện Guntur, bang Andhra Pradesh, Ấn Độ. It is one of the villages in the mandal to be a part of Andhra Pradesh Capital Region.